# Speicher
Speicher es una comuna suiza del cantón de Appenzell Rodas Exteriores, hizo parte del extinto distrito Mittelland. Limita al norte con la comuna de Eggersriet (SG), al este con Rehetobel y Trogen, al sur con Bühler, y al occidente con Teufen y San Galo (SG).
La lengua oficial de la comuna es el alemán. 
La localidad se encuentra en el trayecto entre San Galo y Trogen. Las localidades de Bendlehn y Speicherschwendi forman parte del territorio comunal.